# باول جاكسون (لاعب هوكي جليد)
باول جاكسون هو لاعب هوكي جليد كندي، ولد في 1 أغسطس 1940 في بيتيربوروغ في كندا.

## وصلات خارجية
- باول جاكسون على موقع HockeyDB.com (الإنجليزية)